# Kormákr Ögmundarson
Kormákr Ögmundarson était un scalde du Xe siècle. Il est le principal protagoniste de la Kormáks saga, une des sagas des Islandais qui raconte l'amour de Kormákr pour Steingerðr, et qui préserve une bonne quantité de poèmes attribués au scalde. D'après le Skáldatal, il était scalde à la cour du jarl norvégien Sigurd Håkonsson, et des fragments d'un poème dédié à son maître sont également préservés dans le Skáldskaparmál de l'Edda de Snorri (XIIIe siècle).